# Kriegerdenkmal (Tigery)

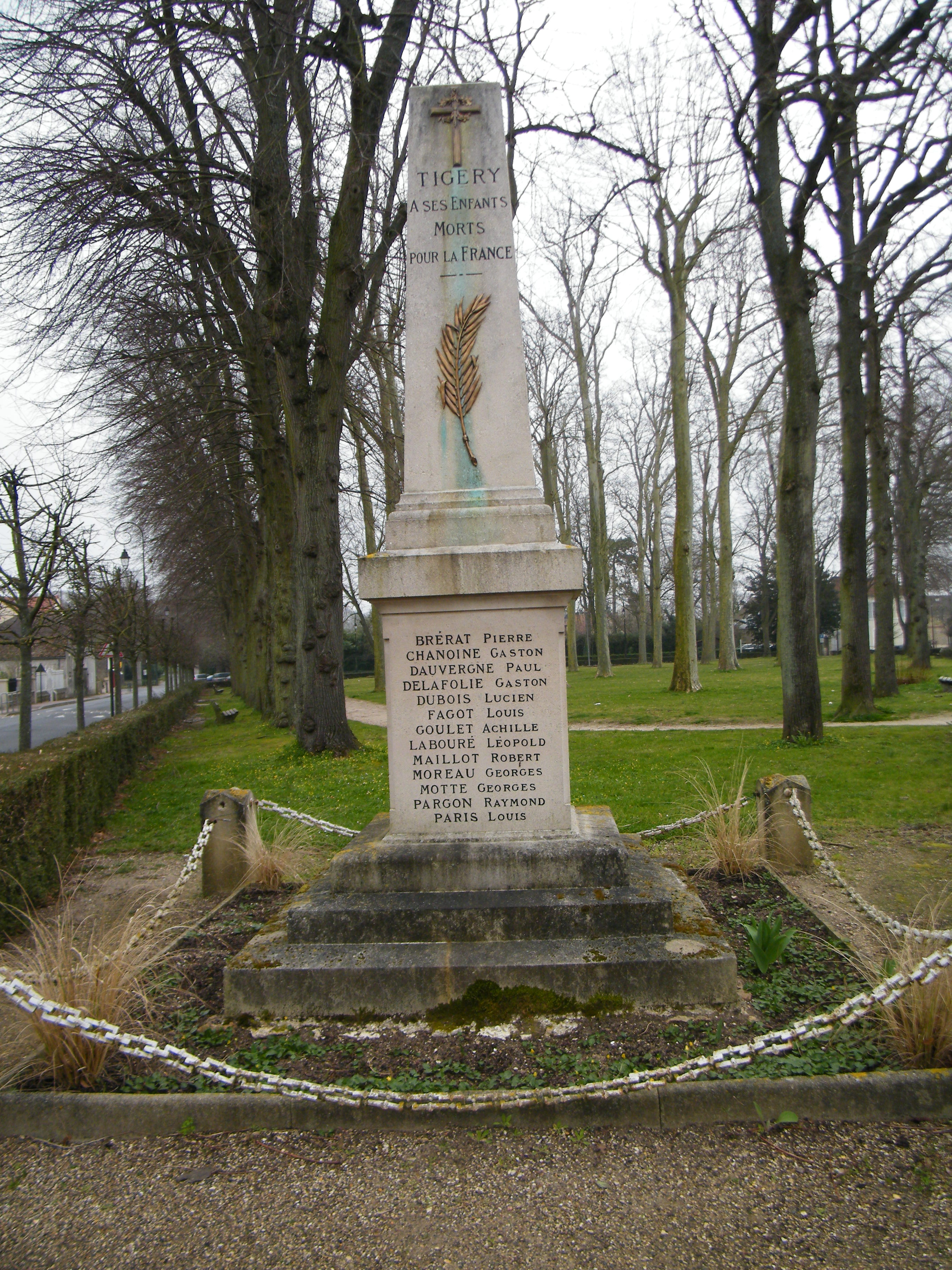
Kriegerdenkmal in Tigery

Das Kriegerdenkmal in Tigery, einer französischen Gemeinde im Département Essonne in der Region Île-de-France, wurde 1921 errichtet. Das Kriegerdenkmal an der Place de Liedekerke Beaufort erinnert an die 13 Militärangehörigen aus Tigery, die im Ersten Weltkrieg getötet wurden. 
Auf einem rechteckigen Steinsockel mit der Namensinschrift der Getöteten steht ein Obelisk, auf dem ein Kreuz und ein Palmwedel aus Bronze angebracht sind.